# Salsa de café

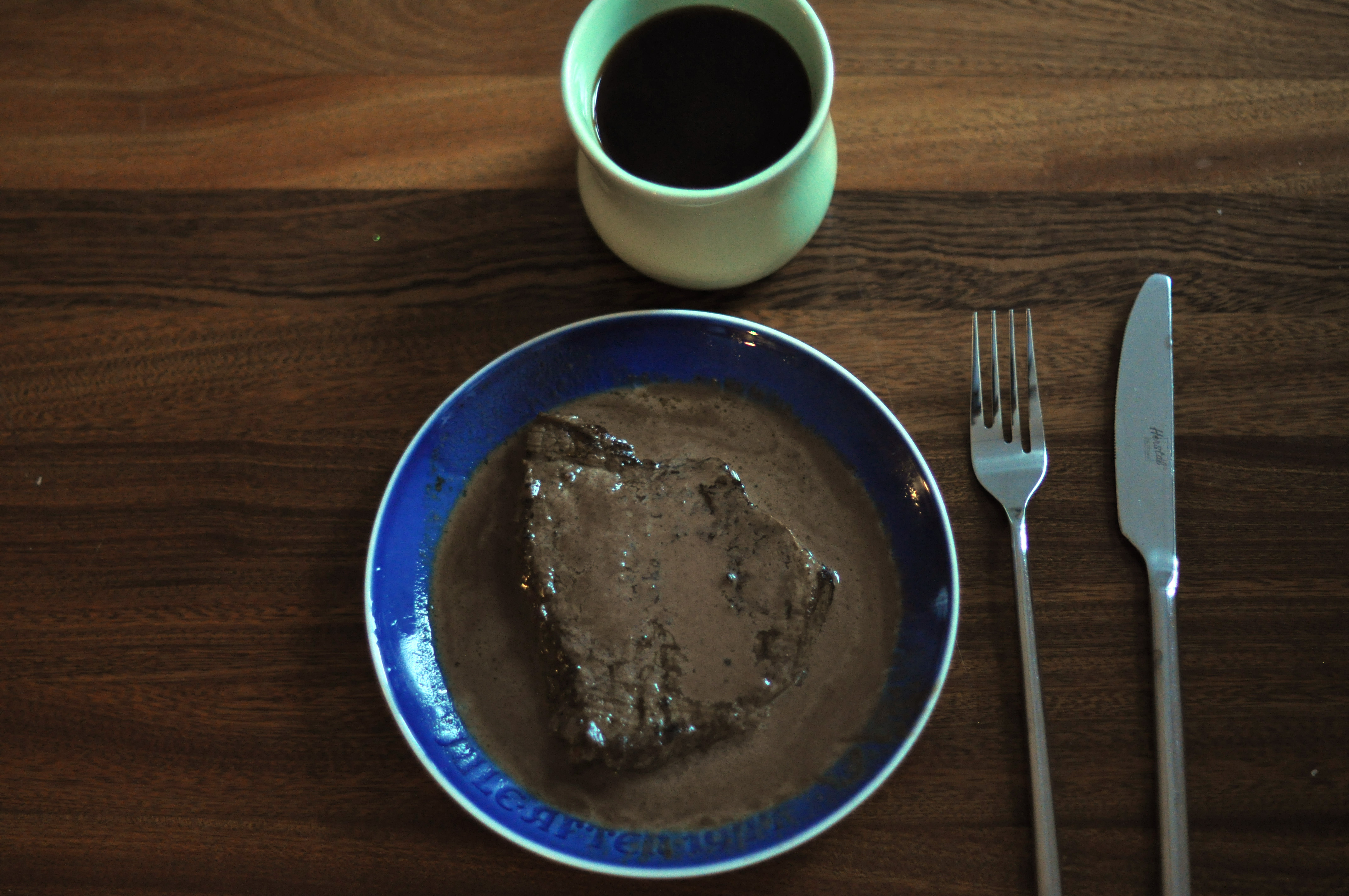
Bistec con salsa de café

La salsa de café hace referencia a cualquier tipo de salsa que incluya café como ingrediente, bien sea molido, decocido o instantáneo, y puede ser dulce o salada. La salsa de café quedó por primera vez registrada en 1904, en Estados Unidos.
Una amplia variedad de recetas de salsa de café incluyen azúcar, jarabe, jarabe de arce o sirope dorado para endulzar. Además, en las salsas dulces se suele agregar una pequeña cantidad de leche evaporada, whisky o crema de whisky para agregar sabor.  Otros ingredientes comunes son huevos o nata.

## Usos
El uso principal de las salsas de café está en la repostería: pasteles, flanes, helados, panqueques, pudines, tartas, suflés, gofres, etc. En cuanto a platos salados, cabe destacar el salmón en salsa de café o el bistec en salsa de café.

## Comercialización
Ciertas empresas comercializan salsas de café embotelladas, como aquellas de Perky Savory Coffee Sauce, o bien salsas BBQ al toque de café.

## Lectura complementaria
- Buen servicio de limpieza . pag. 238.
- «Filet mignon with coffee green peppercorn sauce, truffled pomme puree and Vichy carrots». The Irish Times. 21 de marzo de 2013. Consultado el 26 de mayo de 2017.

- Datos: Q17115935